# Стрельба из лука на летних Олимпийских играх 1904 — командное первенство (мужчины)
Соревнования по стрельба из лука в командном первенстве среди мужчин на летних Олимпийских играх 1904 прошли 21 сентября. Приняли участие четыре команды по четыре спортсмена из одной страны.

## Призёры
| Золото                                                              | Серебро                                                             | Бронза                                                              |
| США Льюис Макссон · Гален Спенсер · Уильям Томпсон · Роберт Уильямс | США Чарльз Вудрафф · Сэмюэл Дювалль · Уильям Кларк · Чарльз Хаббард | США Джордж Брайнт · Уоллас Брайнт · Сайрус Даллин · Генри Ричардсон |

## Соревнование
| Место | Спортсмен                                                        | Результат |
| ----- | ---------------------------------------------------------------- | --------- |
| 1     | США Льюис Макссон, Гален Спенсер, Уильям Томпсон, Роберт Уильямс | 1344      |
| 2     | США Чарльз Вудрафф, Сэмюэл Дювалль, Уильям Кларк, Чарльз Хаббард | 1341      |
| 3     | США Джордж Брайнт, Уоллас Брайнт, Сайрус Даллин, Генри Ричардсон | 1268      |
| 4     | США Эдвард Брюс, Бенджамин Кейс, Гомер Тейлор, Эдвард Уэстон     | 942       |